# Ми смо уз Русију
Ми смо уз Русију (рус. Мы вместе с Россией) је проруска политичка организација која делује у украјинској Запорошкој области која је делимично окупирана од стране Руске Федерације. Организација има подршку руских власти и себе описује као „интеграциони покрет“. Под вођством је Владимира Рогова.
Организација се залагала за припајање Запорошке области Русији и активно учествовала у припремању референдума о припајању ове области Русији. Део је Сверуског народног фронта под вођством председника Владимира Путина и Јединствене Русије.
Организација активно сарађује са властима руских региона које тренутно контролишу Запорошку област. Према сопственом саопштењу, покрет „испоручује неопходну хуманитарну помоћ, лекове у Запорошку област и шаље искусне раднике да врате нормалан живот“.
У септембру 2022. године, седиште организације у Мелитопољу је дигнуто у ваздух.